# Experiment d'Eötvös
L'experiment d'Eötvös és un experiment de física, realitzat a partir del 1885 pel físic hongarès Loránd Eötvös (1848-1919), que mesurà la correlació entre la massa inercial i la massa gravitacional, demostrant que no hi ha diferència apreciable entre els seus valors, una cosa que sempre s'havia sospitat, però mai demostrat amb alta precisió. Aquests experiments portaren a la comprensió moderna del principi d'equivalència codificada en la relativitat general, que estableix que les masses gravitacionals i inercials són equivalents.

## Antecedents
Ja Galileo Galilei (1564-1642) observà que cossos amb diferents masses en caiguda lliure empren el mateix temps per arribar a Terra, la qual cosa significa que la massa inercial és igual a la massa gravitacional. Tanmateix els primers experiments per demostrar l'equivalència entre massa gravitacional i massa inercial els realitzà el físic anglès Isaac Newton (1642-1727) emprant llargs pèndols de la mateixa longitud amb masses de diferents materials i comprovant que el període no es veia afectat per la massa ni pel tipus de material, la qual cosa demostra l'equivalència entre massa gravitacional i massa inercial. Posteriorment Friedrich Wilhelm Bessel (1784-1846) realitzà una llarga sèrie d'experiment amb pèndols amb més precisió que Newton i arribà a la mateixa conclusió.

## L'experiment

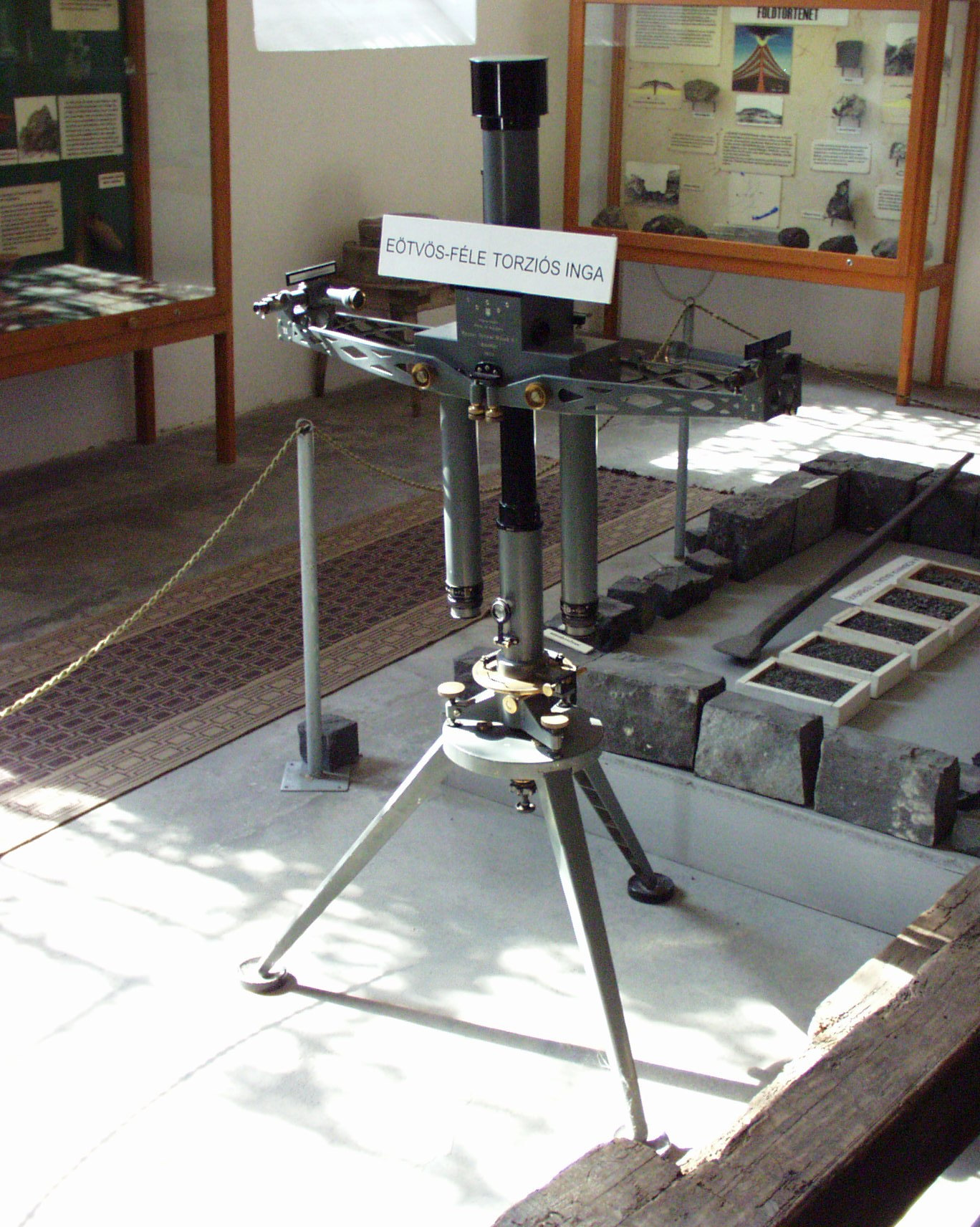
Balança doble d'Eötvös-Pekár-Fekete del Sághegyi Múzeum.

Loránd Eötvös, físic de la Universitat de Budapest, al voltant de 1885 modificà els dissenys moderns de la balança de torsió de John Michell i de Henry Cavendish, que havia emprat aquest darrer per a determinar la densitat de la Terra el 1798 (experiment de Cavendish). Eötvös anomenà aquest nou instrument "variòmetre horitzontal". Modificà la disposició bàsica per col·locar una de les dues masses esfèriques penjant de l'extrem del braç horitzontal mitjançant un filferro, en lloc de situar-la directament a l'extrem del braç. Això li permeté mesurar la torsió en dues dimensions i, al seu torn, la component horitzontal local de la intensitat del camp gravitatori, g. Les mesures d'Eötvös demostraven que no hi havia cap diferència aparent entre massa gravitacional i massa inercial. El 1889 utilitzà el mateix dispositiu amb diferents tipus de materials de mostra per veure si hi havia algun canvi en la força de la gravetat a causa dels materials, comprovant que no hi ha tal canvi amb una exactitud d'1 en 20 milions ({\displaystyle \eta \approx 5\times 10^{-7}}). Es defineix el paràmetre d'Eötvös com:
on {\displaystyle m_{g1}} i{\displaystyle m_{g2}} són les masses gravitatòries de dos cossos que es comparen i {\displaystyle m_{i1}} i {\displaystyle m_{i2}}, les seves masses inercials.
En 1890 publicà aquests resultats, així com una mesura de la massa de la muntanya Gellért de Budapest. A l'any següent començà a treballar en una versió modificada la balança amb l'objectiu de millorar les seves investigacions sobre gradients gravitatoris, la qual fou guardonada a l'Exposició Universal de París de 1900. També dissenyà el 1902 una balança doble amb les masses que penjaven de cada braç en oposició. Amb la nova balança dugué a terme una sèrie d'experiments de més de 4000 hores amb els seus col·laboradors Dezső Pekár (1873-1953) i Jenő Fekete (1880-1943) a partir de 1906. Els resultats foren presentats per primera vegada en la 16a Conferència Internacional Geodèsica a Londres el 1909, elevant l'exactitud d'1 en 100 milions ({\displaystyle \eta \approx 10^{-8}}). Aquestes investigacions foren reconegudes el mateix any amb la concessió del premi Benecke per part de la Universitat de Göttingen. El 1912 Albert Einstein conegué les investigacions d'Eötvös i les cità en un article preliminar sobre la Teoria de la Relativitat General el 1913. Eötvös morí el 1919, i els mesuraments complets només els publicaren el 1922 Pekar i Fekete. Si bé en aquest article s'indica que no s'havien publicat els resultats amb l'objectiu d'aconseguir una major sensibilitat de la balança, sembla que la comprovació de la igualtat de les masses gravitacionals i inercial no era un objectiu prioritari i, només amb l'adveniment de la Teoria de la Relativitat General d'Albert Einstein el 1916, els autors s'animaren a publicar-los.
En la dècada de 1930 un antic alumne d'Eötvös, János Renner (1889-1976), millorà encara més els resultats entre 1 i 2 a 5 mil milions ({\displaystyle \eta \approx 2\times 10^{-9}}). Robert H. Dicke amb P.G. Roll i R. Krotkov repetiren l'experiment molt més tard assolint una precisió d'1 en 100.000 milions ({\displaystyle \eta \approx 3\times 10^{-11}}). Bragisky i Panov assoliren {\displaystyle \eta \approx 10^{-12}} el 1973; Baeßler i col·laboradors el 1999 aconseguiren {\displaystyle \eta \approx 5\times 10^{-13}}; tots emprant balances de torsió.

### La balança d'Eötvös
Les diferents balances emprades per Eötvös i col·laboradors foren dissenyades amb l'objectiu de mesurar gradients gravitatoris i s'empraren en molts experiments amb aquesta finalitat a les muntanyes d'Hongria. Per incrementar la sensibilitat de l'aparell se separava la distància vertical entre les dues masses uns 50 cm, mentre que per estudiar l'equivalència entre masses gravitacional i inercial es feia el contrari, reduir la distància per evitar els efectes dels gradients gravitatoris i orientaven la balança en diferents direccions.
El disseny experimental original d'Eötvös consisteix en una molt sensible balança de torsió, formada per dues masses esfèriques de diferents materials i de la mateixa massa gravitacional, {\displaystyle m_{g1}=m_{g2}}, situades en els extrems oposats d'un tub de llautó prim, de 40 cm de longitud i 5,0 mm de diàmetre, disposat en horitzontal, a distàncies {\displaystyle l_{1}} i {\displaystyle l_{2}} del punt d'on penja la barra per mitjà d'un filferro fi de platí i iridi, recuit sota una càrrega, que resultaven molt superiors a les fibres de quars emprades usualment a les balances de torsió. Una de les masses, la de referència, és un cilindre de platí de 30 g situat en un dels extrems del braç. L'altra massa, la de prova, és de 25,5 g i es penja a uns 21 cm per sota del braç.
Tot el conjunt està tancat dintre d'una caixa amb dues o tres parets aïllants, en funció de la part a protegir, amb l'objectiu de minimitzar els gradients de temperatura. Així mateix es disposen en diferents llocs termòmetres per controlar la constància de temperatura a l'interior. Un mirall unit a la barra, o a la fibra, permet reflectir un raig de llum i així observar qualsevol petita desviació amb un telescopi. Tot tancat dintre d'una caixa per evitar canvis de temperatura i corrents d'aire.

### Formulació matemàtica

El sistema de referència de la Terra no és un sistema inercial de referència, ja que la Terra gira sobre el seu eix Nord-Sud. Les forces principals que actuen sobre les masses, {\displaystyle m_{1}} i {\displaystyle m_{2}}, són les forces de la gravetat, {\displaystyle G_{1}} i {\displaystyle G_{2}}, i les forces centrífugues, {\displaystyle F_{1}} i {\displaystyle F_{2}}, que s'han d'introduir a causa de la rotació de la Terra si se suposa aquesta sense moviment. La gravetat es calcula aplicant la llei de gravitació universal de Newton, que depèn de la massa gravitatòria, {\displaystyle m_{g1}} i {\displaystyle m_{g2}}, de la massa gravitatòria de la Terra,{\displaystyle M_{T}}, del radi de la Terra, {\displaystyle R_{T}}, i de la constant de gravitació universal, {\displaystyle G}:

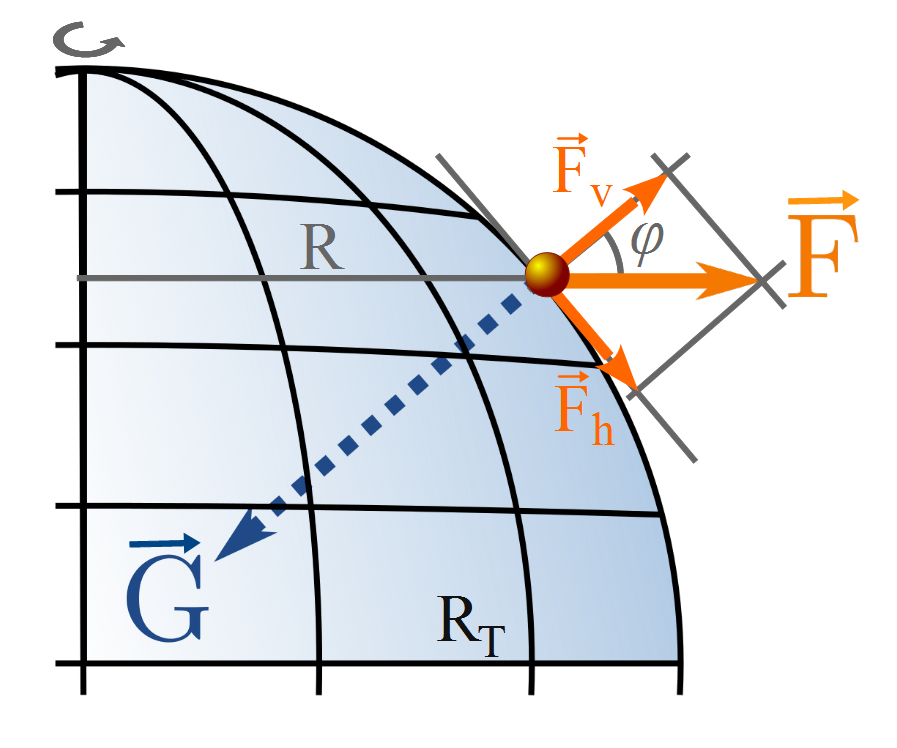
Esquema de forces gravitatòria i centrífuga sobre la superfície de la Terra d'una massa a la balança d'Eötvös

La força centrífuga es calcula per les lleis de la dinàmica de Newton i depèn de la massa inercial de cada esfera, {\displaystyle m_{i1}} i {\displaystyle m_{i2}}, de la velocitat angular de rotació de la Terra, {\displaystyle \omega _{T}}, i del radi del punt on es realitza l'experiment, {\displaystyle R=R_{T}\cdot \cos \phi }, essent {\displaystyle \phi } la latitud del lloc:
En el pla vertical tenim dos tipus de forces que poden fer girar el braç verticalment: Les forces de la gravetat o pesos que estiren les masses cap al centre de la Terra:
i les components verticals de la força centrífuga que estiren les masses cap amunt:
oposades a les anteriors. La barra resta horitzontal perquè els moments de força que actuen en el pla vertical són iguals perquè la balança s'equilibra expressament per a aquest fi, {\displaystyle \tau _{v1}=\tau _{v2}}:
Quant a les forces horitzontals només hi ha les components horitzontals de les forces centrífugues:
Si el braç de la balança està equilibrat verticalment, també ho estarà horitzontalment si són iguals les masses gravitacionals a les inercials. Però si els dos tipus de masses són diferents, les components de les forces centrífugues horitzontals produiran un moment de força:
que donarà lloc a una petita desviació del braç en el pla horitzontal, el qual es pot mesurar gràcies a la força recuperadora de torsió del filferro. En un pèndol de torsió, com el d'una balança de torsió, el moment de força, {\displaystyle \tau }, és proporcional a l'angle de gir {\displaystyle \theta } de la balança, essent la constant de proporcionalitat el coeficient de torsió, {\displaystyle \kappa }, que és conegut. Per tant, resulta que {\displaystyle \tau =\kappa \cdot \theta }.